# Aeroportul Internațional Avram Iancu Cluj
Aeroportul Internațional Avram Iancu Cluj (Codul IATA pentru aeroport este CLJ) este al doilea aeroport ca mărime din România după Aeroportul Internațional Henri Coandă București. Aeroportul se află situat pe raza cartierului Someșeni, în estul municipiului Cluj.

## Istoric
Aeroportul a fost fondat la 1 aprilie 1932 de către Ministerul Român al Industriei și Comerțului. Până la construirea aeroportului civil se utiliza aeroportul militar Someșeni, fondat de Serviciul Național de Navigație Aeriană (SNNA) în 1928. SNNA a fost creat de Ministerul Român de Război pentru a deschide o linie de transport aerian între Cluj și București. Primul avion folosit era un model Farman-Goliath, un avion cu 2 motoare și 10 locuri, construit de către Farman Aviation Works.

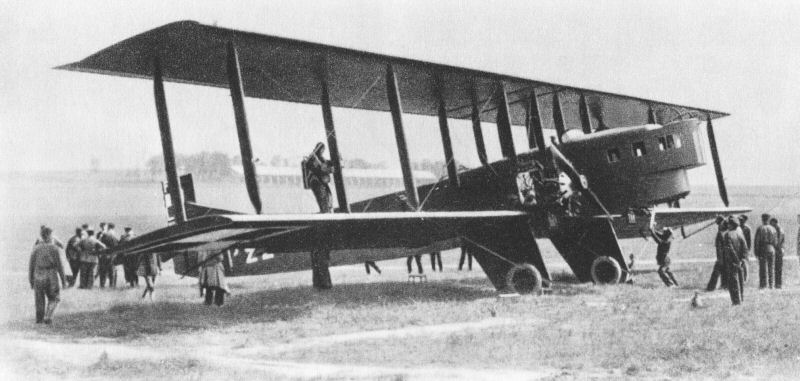
Un avion Farman-Goliath, similar celor folosite în primul zbor pe aeroport

În 1933 aeroportul clujean a devenit aeroport internațional, primul zbor regulat fiind al Liniilor aeriene cehe CSA pe ruta Praga-Cluj-București. Aeroplanele folosite erau cu opt locuri, model Avia-Fokkers. În anii ce au urmat au fost deschise rute noi, cum ar fi cea a Aeroflot pe ruta Moscova-Cluj-Praga, începând cu 15 noiembrie 1935 și operată cu avioane McDonnell Douglas model DC-2 cu 2 motoare și 14 locuri. Au fost deschise și zboruri interne, pe relațiile Cluj-Satu-Mare, Cernăuți-Cluj-Arad fiind folosite avioane Lockheed L-10 Electra (cu 10 locuri) și de Havilland Dragon Rapide. La sfârșitul anilor 1930 aeroportul și-a intensificat activitățile, numărul angajaților crescând de la 6 în 1934 la 16 în 1939. Din această perioadă datează și terminalul de pasageri, inaugurat în 1939.
În timpul celui de-Al Doilea Război Mondial aeroportul a devenit unul militar, fiind considerat cel mai important din Transilvania. În 1940, ca urmare a dictatului de la Viena, Transilvania de Nord a fost cedată Ungariei, iar aeroportul a fost folosit de către aviația militară maghiară și de Luftwaffe. În octombrie 1944 armata maghiară din oraș a fost învinsă de forțele armate române și sovietice. Când a fost recucerit de către Escadrila Nr. 4 Română Focșani, la sfârșitul lui septembrie 1944, aeroportul era complet distrus.
După război aeroportul și-a reluat cursele interne Tarom legând Clujul de alte orașe românești importante. Avioanele folosite erau Lisunov Li-2 / Douglas DC-3 și Iliușin Il-14.
În anii 1960 a început o modernizare intensivă a aeroportului. În 1969 a fost inaugurat noul terminal de pasageri, iar până în 1970 aeroportul a fost dotat cu echipamentele de securitate a zborului.
Aeroportul a rămas unul de călători până în septembrie 1996, când a fost deschis atât pentru transporturi de călători cât și transporturilor cargo internaționale. În 1996 consiliul județean Cluj a început extinderea clădirii terminalului, finalizată în august 1997.
În 2006 directorul aeroportului, David Ciceo, a declarat în Evenimentul Zilei că lungimea pistei a fost mărită de la 1850 m la 2100 m.
În februarie 2007 publicația aeronautică din România specifica lungimea pistei la 1850 m.
Oficialitățile clujene și-au declarat totodată, în 2006, intenția de a dezvolta aeroportul pentru a permite o creștere mai puternică a traficului aerian în zonă.
În anul 2008 a fost finalizată construcția unui nou terminal de sosiri pasageri pentru Aeroportul Internațional Cluj, investiția în acest proiect ridicându-se la peste 15 milioane de euro.
În anul 2009 conducerea aeroportului a finalizat o investiție de 25,8 milioane euro în construcția unui nou terminal de pasageri plecări cu o suprafață de 16 000 de metri pătrați și o capacitate de procesare de 750 de pasageri pe oră.
Noul terminal, cu o capacitate de 1,5 milioane de pasageri pe an, este destinat atât curselor interne, cât și celor externe, terminalul dispunând de facilități la standarde internaționale.
Construcția terminalului a fost finalizată în mai puțin de doi ani.
În 2010, se inițiază un nou proiect (ce include pista de 3500 de metri și mărirea lățimii la 45m-60m cu acostamenete, căile de rulare, sistem de balizaj și ILS CAT III) cu costuri estimate la 120 milioane euro fără TVA, lucrările fiind atribuite prin licitație deschisă.
Pe 26 octombrie 2013 a fost inaugurată noua pistă a Aeroportului Internațional „Avram Iancu”. Pista măsoară 2100 de metri, dar în viitor va fi prelungită până la 3500 de metri.

## Accesul rutier și feroviar

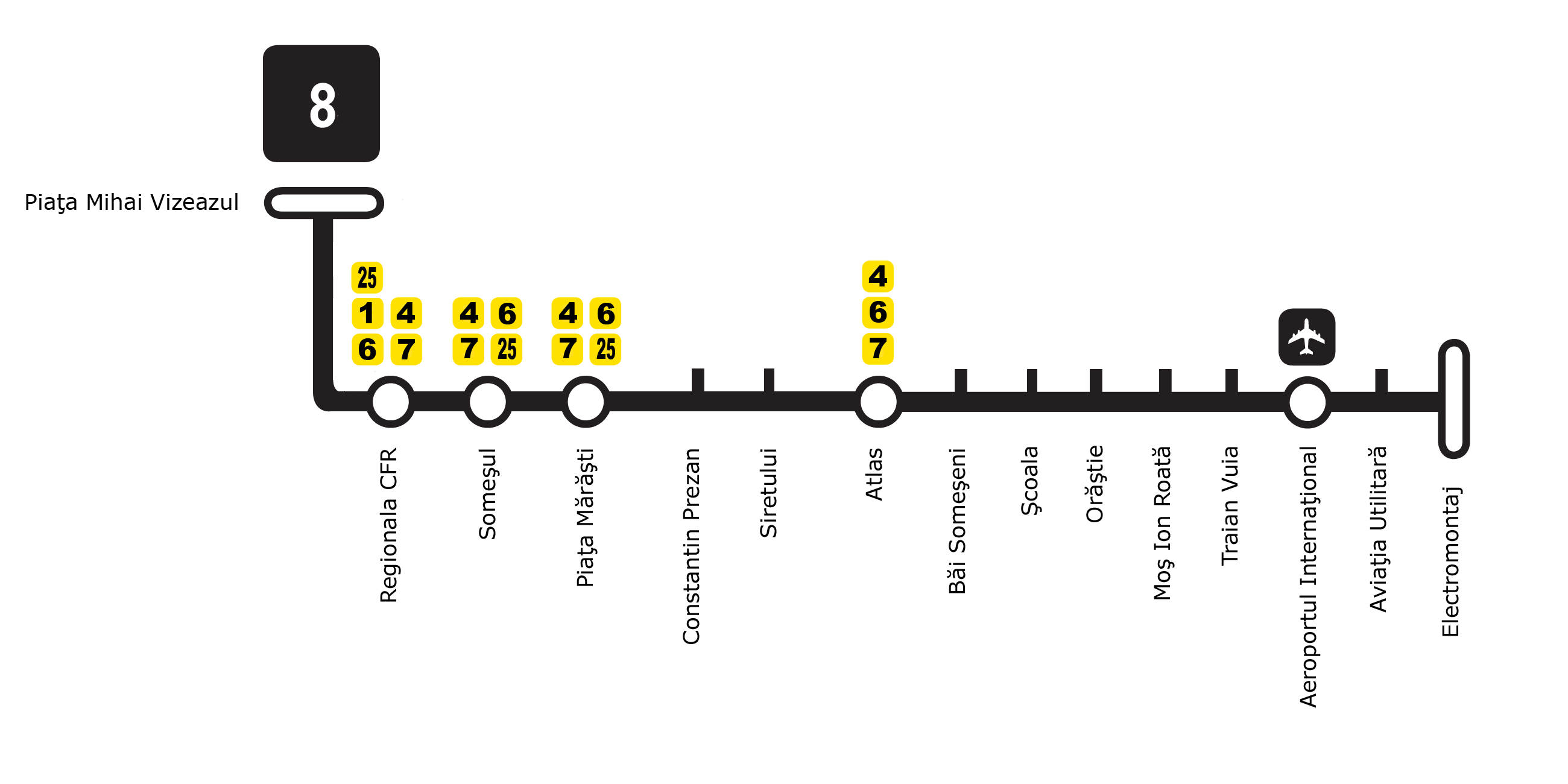
Ruta CTP numărul 8

Aeroportul este deservit de troleibuzul numărul 5 și autobuzul numărul 8 ale CTP Cluj, precum și de toate societățile de taxi din oraș. Aeroportul se află la o distanță de aproximativ 15 km față de Autostrada A3 (România).
Realizarea unei stații de cale ferată pe magistrala CFR 300 în dreptul aeroportului se află din anul 2017 în stadiul de proiect.

## Companii aeriene și destinații

### Linii aeriene
Aeroportul Internațional Cluj este una din porțile aeriene importante al României, fiind deservit de mai multe linii aeriene importante:
| Companii aeriene                   | Destinații |
| ---------------------------------- | --- |
| Animawings                         | Sezonier: Heraklion, Rhodes Charter sezonier: Antalya, Hurghada |
| Corendon Airlines                  | Charter sezonier: Antalya |
| HiSky                              | București, Dublin Charter sezonier: Antalya, Hurghada, Monastir, Sharm El Sheikh |
| LOT Polish Airlines                | Varșovia-Chopin |
| Lufthansa operat de Lufthansa City | München |
| Ryanair                            | Beauvais, Bergamo, Charleroi, Dublin, Londra–Stansted |
| Sky Express                        | Charter sezonier: Heraklion, Rhodes |
| Swiss International Air Liness     | Zürich |
| TAROM                              | București Charter sezonier: Antalya, Hurghada, Skiathos |
| Turkish Airlines                   | Istanbul Charter sezonier: Antalya |
| Wizz Air                           | Alicante, Barcelona, Basel, Beauvais, Bergamo, Bologna, Charleroi, Dortmund, Eindhoven, Frankfurt-Hahn, Larnaca, Leeds/Bradford, Londra-Luton, Madrid, Málaga, Malmö, Memmingen, Nürnberg, Roma-Ciampino, Stuttgart, Treviso, Valencia, Zaragoza Sezonier: Bari, Chania, Corfu, Larnaca, Napoli, Palma de Mallorca, Zakynthos |

### Zboruri cargo
| Companii aeriene | Operează pentru | Destinații                        |
| ---------------- | --------------- | --------------------------------- |
| Airest           | DHL             | Budapest                          |
| Cargo Air        | UPS             | Bucharest-Henri Coandă, Köln/Bonn |
| Silver Air       | TNT             | Timișoara                         |
| TAROM            | TAROM           | Bucharest-Henri Coandă            |

## Accidente

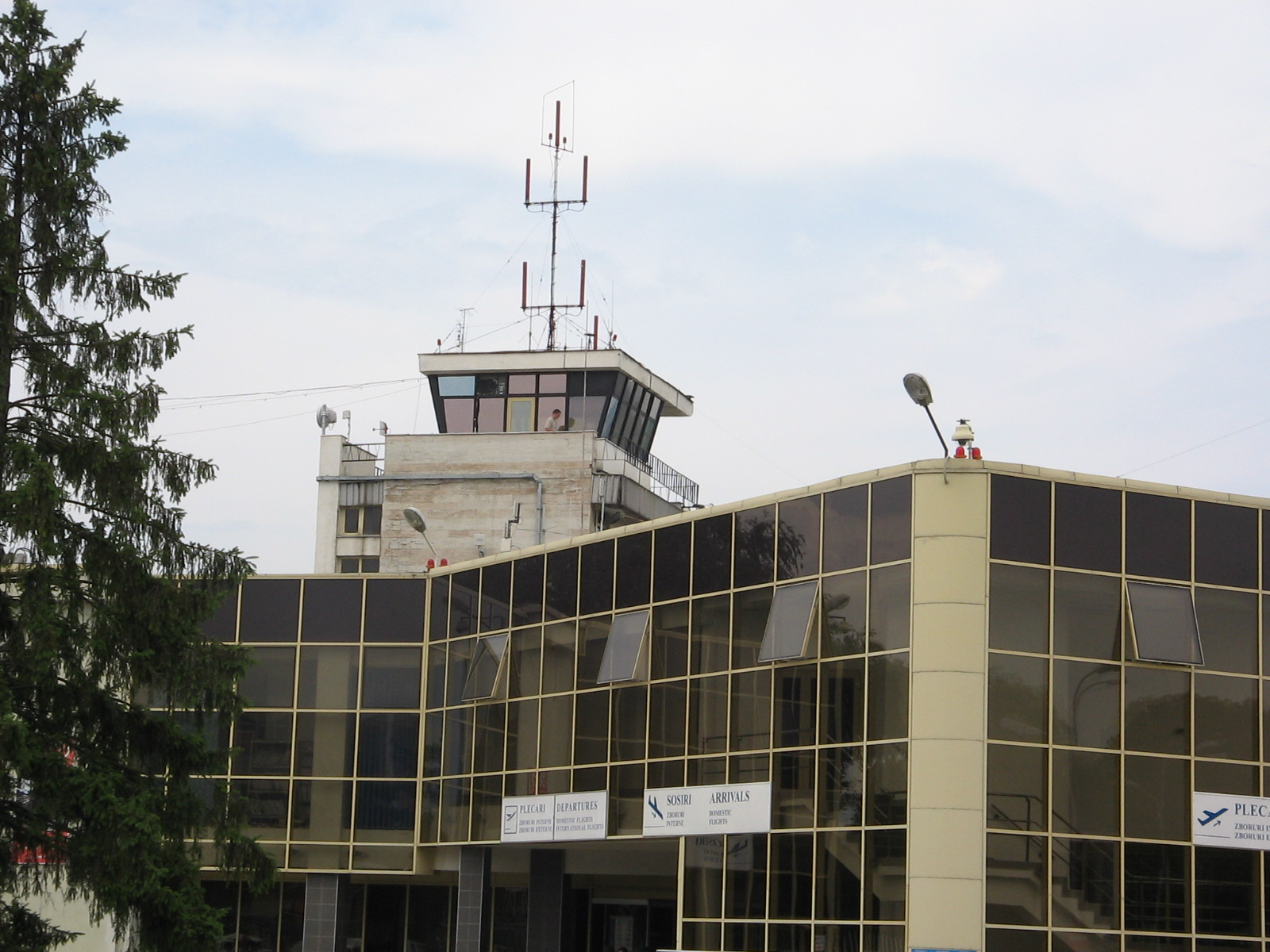
Aeroportul Internațional Cluj-Napoca

Un accident aviatic a avut loc pe aeroportul Cluj în după-amiaza zilei de 5 septembrie 1986, când o aeronavă Antonov 24RV din direcția București-Otopeni, a aterizat greșit. Accidentul s-a soldat cu moartea celor 3 piloți. Ioan Bodochi, șeful departamentului Mijloace Tehnice al Aeroportului din Cluj, care a declarat: „A fost o aterizare greșită. Avionul a venit în cap și roata din față a intrat în cabină. Fără roată, aeronava s-a târât și s-a oprit în niște stâlpi din lanul de porumb, la aproximativ 300 de metri de pistă. Piloții se aflau în cabină și nu s-a putut ajunge la ei. Pe atunci se zbura obligatoriu cu ușa închisă”. Bodochi își aduce aminte, după aproape 20 de ani de la tragedie, de stewardesa Aurelia Grigore. „A avut inițiativa de a deschide ușa înainte ca avionul să se oprească în stâlp. Așa i-a salvat pe pasageri. Dacă nu deschidea ea ușa, după impact ușa ar fi putut să se blocheze. Apoi a coborât din avion unul de la siguranța de zbor și, cum săreau călătorii, el îi prindea în brațe.”

## Statistici
Încă de la transformarea în aeroport internațional, în septembrie 1996, aeroportul a avut creșteri semnificative de trafic. De exemplu, în 2003, comparat cu anul anterior, numărul de pasageri a crescut cu 22%, iar activitatea cargo cu 37% pentru mărfuri (90,7  tone), respectiv 126,1% pentru poștă (15,6 tone3). Aceste creșteri au fost cele mai însemnate din România. Creșterea în mișcare (număr de aterizări și decolări) în același an (6,1%) a fost a doua în România după cea a aeroportului Traian Vuia din Timișoara (31,3%).
În 2007 aeroportul a avut o evoluție spectaculoasă, cu o creștere de 60% față de 2006. Anul 2008 a adus o creștere a traficului de pasageri de aproximativ 93%. În 2009 creșterea numărului de pasageri față de 2008 a fost mult mai mică (11%), lucru datorat crizei economice care a afectat și România. La 20 decembrie 2010 aeroportul internațional „Avram Iancu” Cluj a atins pentru prima dată în istoria sa pragul de 1 milion de pasageri, pentru ca șapte ani mai târziu, la 21 septembrie 2017, să fie atinsă și cifra de 2 milioane de pasageri. Recuperând complet traficul aerian de pasageri din 2019, în 24 noiembrie 2023 sosește, în premieră absolută, pasagera cu numărul 3.000.000 într-un an calendaristic, devenind primul aeroport regional din România care depășește acest prag semnificativ.
| Anul | Pasageri     | Pasageri         | Evoluție | Mișcări aeronave | Evoluție | Cargo (tone) | Evoluție |
| Anul | fără tranzit | inclusiv tranzit | Evoluție | Mișcări aeronave | Evoluție | Cargo (tone) | Evoluție |
| ---- | ------------ | ---------------- | -------- | ---------------- | -------- | ------------ | -------- |
| 1999 | n/a          | 59.353           |          | n/a              |          | n/a          |          |
| 2000 | n/a          | 75.750           | ▲ 27,6%  | n/a              |          | n/a          |          |
| 2001 | n/a          | 90.128           | ▲ 18,9%  | n/a              |          | n/a          |          |
| 2002 | 105.091      | 106.776          | ▲ 18,5%  | 4.127            |          | 73,1         |          |
| 2003 | 121.037      | 130.267          | ▲ 22%    | 4.379            | ▲ 6,1%   | 106,3        | ▲ 45,4%  |
| 2004 | 162.668      | 177.862          | ▲ 36,5%  | 6.697            | ▲ 52,9%  | 138          | ▲ 29,8%  |
| 2005 | n/a          | 202.556          | ▲ 13,9%  | 8.018            | ▲ 19,7%  | 213          | ▲ 54,3%  |
| 2006 | n/a          | 244.366          | ▲ 20,6%  | 8.904            | ▲ 11,1%  | 187          | ▼ 12,2%  |
| 2007 | n/a          | 390.521          | ▲ 59,8%  | 9.206            | ▲ 3,4%   | 254          | ▲ 35,8%  |
| 2008 | n/a          | 752.181          | ▲ 92,6%  | 12.025           | ▲ 30,6%  | 413          | ▲ 62,6%  |
| 2009 | n/a          | 834.400          | ▲ 10,9%  | 13.489           | ▲ 12,2%  | 385          | ▼ 6,8%   |
| 2010 | n/a          | 1.028.907        | ▲ 23,3%  | 16.352           | ▲ 21,2%  | 354          | ▼ 8%     |
| 2011 | n/a          | 1.004.927        | ▼ 2,3%   | 14.064           | ▼ 13,9%  | 744          | ▲ 110,2% |
| 2012 | n/a          | 954.400          | ▼ 5%     | n/a              |          | 885          | ▲18,9%   |
| 2013 | n/a          | 1.035.438        | ▲ 8,5%   | 11.743           |          | 1.262        | ▲ 42,6%  |
| 2014 | n/a          | 1.182.047        | ▲ 14,2%  | 12.710           | ▲ 8,2%   | 1.332        | ▲ 5,5%   |
| 2015 | 1.483.636    | 1.485.652        | ▲ 25,7%  | 14.667           | ▲ 15,4%  | 1.680,3      | ▲ 26,1%  |
| 2016 | 1.876.060    | 1.880.319        | ▲ 26,6%  | 19.152           | ▲ 30,6%  | 2.100,9      | ▲ 25%    |
| 2017 | 2.688.388    | 2.699.286        | ▲ 43,6%  | 24.476           | ▲ 27,8%  | 2.927,5      | ▲ 39,3%  |
| 2018 | 2.778.255    | 2.782.401        | ▲ 3,1%   | 23.880           | ▼ 2,4%   | 2.986,9      | ▲ 2%     |
| 2019 | 2.920.782    | 2.923.845        | ▲ 5,0%   | 24.450           | ▲ 2,4%   | 3.457        | ▲ 15,8%  |
| 2020 | 905.945      | 906.651          | ▼ 68,9%  | 12.307           | ▼ 49,6%  | 3.904        | ▲ 12,9%  |
| 2021 | n/a          | 1.463.207        | ▲ 61,4%  | 17.540           | ▲ 42,5%  | 5.670        | ▲ 45,2%  |
| 2022 | n/a          | 2.644.968        | ▲ 80,8%  | 23.787           | ▲ 35,6%  | 6.935,4      | ▲ 22,3%  |
| 2023 | n/a          | 3.240.750        | ▲ 22,5%  | 27.464           | ▲ 15,5%  | 7.417,7      | ▲ 6,9%   |
| 2024 | n/a          | 3.266.447        | ▲ 0,8%   | 27.164           | ▼ 1,1%   | 7.216,1      | ▼ 2,7%   |

### Trafic/pasageri
|  | Graficele sunt indisponibile din cauza unor probleme tehnice. Mai multe informații se găsesc la Phabricator și la wiki-ul MediaWiki. |

Vezi interogarea Wikidata.
| Luna       | Pasageri 2015 Trend vs 2014 | Pasageri 2016 Trend vs 2015 | Pasageri 2017 Trend vs 2016 | Pasageri 2018 Trend vs 2017 | Pasageri 2019 Trend vs 2018 | Pasageri 2020 Trend vs 2019 | Pasageri 2021 Trend vs 2020 | Pasageri 2022 Trend vs 2021 | Pasageri 2023 | Diferență (2023/2022) | Pasageri 2024 | Diferență (2024/2023) | Pasageri cumulați 2024 |
| ---------- | --------------------------- | --------------------------- | --------------------------- | --------------------------- | --------------------------- | --------------------------- | --------------------------- | --------------------------- | ------------- | --------------------- | ------------- | --------------------- | ---------------------- |
| Ianuarie   | 91.716 ▲                    | 105.533 ▲                   | 171.700 ▲                   | 182.333 ▲                   | 185.431 ▲                   | 190.848 ▲                   | 40.321 ▼                    | 107.538 ▲                   | 200.655       | ▲ 86,6%               | 207.451       | ▲ 3,4%                | 207.451                |
| Februarie  | 87.554 ▲                    | 102.499 ▲                   | 159.739 ▲                   | 173.890 ▲                   | 177.633 ▲                   | 180.148 ▲                   | 29.333 ▼                    | 92.718 ▲                    | 187.686       | ▲ 102,4%              | 203.685       | ▲ 8,5%                | 411,136                |
| Martie     | 106.923 ▲                   | 116.097 ▲                   | 187.463 ▲                   | 203.030 ▲                   | 200.022 ▼                   | 85.204 ▼                    | 37.954 ▼                    | 133.304 ▲                   | 211.882       | ▲ 58,9%               | 222.883       | ▲ 5,2%                | 634.019                |
| Aprilie    | 120.510 ▲                   | 124.936 ▲                   | 223.789 ▲                   | 231.369 ▲                   | 234.610 ▲                   | 14.370 ▼                    | 64.437 ▲                    | 222.519 ▲                   | 280.072       | ▲ 25,9%               | 246.199       | ▼ 12,1%               | 880.218                |
| Mai        | 124.649 ▲                   | 140.897 ▲                   | 237.430 ▲                   | 242.150 ▲                   | 259.347 ▲                   | 14.730 ▼                    | 83.300 ▲                    | 241.694 ▲                   | 289.749       | ▲ 19,9%               | 271.017       | ▼ 6,5%                | 1.151.235              |
| Iunie      | 144.193 ▲                   | 163.555 ▲                   | 254.943 ▲                   | 266.085 ▲                   | 280.557 ▲                   | 18.710 ▼                    | 130.314 ▲                   | 262.709 ▲                   | 310.316       | ▲ 18,1%               | 297.519       | ▼ 4,1%                | 1.448.754              |
| Iulie      | 162.828 ▲                   | 195.887 ▲                   | 284.693 ▲                   | 296.094 ▲                   | 304.585 ▲                   | 83.953 ▼                    | 216.829 ▲                   | 295.549 ▲                   | 349.951       | ▲ 18,4%               | 339.456       | ▼ 2,9%                | 1.788.210              |
| August     | 159.930 ▲                   | 213.366 ▲                   | 291.994 ▲                   | 296.242 ▲                   | 312.215 ▲                   | 100.311 ▼                   | 249.863 ▲                   | 338.127 ▲                   | 356.078       | ▲ 5,3%                | 354.961       | ▼ 0,3%                | 2.143.171              |
| Septembrie | 153.595 ▲                   | 199.208 ▲                   | 271.220 ▲                   | 277.735 ▲                   | 295.643 ▲                   | 83.277 ▼                    | 223.490 ▲                   | 286.280 ▲                   | 315.461       | ▲ 10,2%               | 354.954       | ▲ 12,5%               | 2.498.125              |
| Octombrie  | 126.272 ▲                   | 178.139 ▲                   | 249.504 ▲                   | 245.972 ▼                   | 262.055 ▲                   | 56.927 ▼                    | 152.400 ▲                   | 262.409 ▲                   | 290.999       | ▲ 10,9%               | 309.059       | ▲ 6,2%                | 2.807.184              |
| Noiembrie  | 105.328 ▲                   | 158.619 ▲                   | 184.300 ▲                   | 179.725 ▼                   | 205.780 ▲                   | 28.375 ▼                    | 103.870 ▲                   | 198.842 ▲                   | 227.778       | ▲ 14,6%               | 236.193       | ▲ 3,7%                | 3.043.377              |
| Decembrie  | 102.391 ▲                   | 181.683 ▲                   | 182.511 ▲                   | 187.776 ▲                   | 205.967 ▲                   | 49.798 ▼                    | 131.096 ▲                   | 203.279 ▲                   | 220.123       | ▲ 8,3%                | 223.070       | ▲ 1,3%                | 3.266.447              |
| Total      | 1.485.889 ▲                 | 1.880.319 ▲                 | 2.699.286 ▲                 | 2.782.401 ▲                 | 2.923.845 ▲                 | 906.651 ▼                   | 1.463.207 ▲                 | 2.644.968 ▲                 | 3.240.750     | ▲ 22,5%               | 3.266.447     | ▲ 0,8%                | 3.266.447              |

| Aeroporturi                                                                    | Plecări săptămânale (sezon vara 2019) | Companii aeriene    |  | Aeroporturi                                        | Plecări săptămânale (sezon iarnă 2019/2020) | Companii aeriene    |
| ------------------------------------------------------------------------------ | ------------------------------------- | ------------------- |  | -------------------------------------------------- | ------------------------------------------- | ------------------- |
| București - Aeroportul Internațional Henri Coandă                              | 43                                    | Blue Air, TAROM     |  | București - Aeroportul Internațional Henri Coandă  | 40                                          | Blue Air, TAROM     |
| Londra - Aeroport Gatwick, Londra - Aeroport Luton, Londra - Aeroport Southend | 31                                    | Ryanair, Wizz Air   |  | Londra - Aeroport Gatwick, Londra - Aeroport Luton | 21                                          | Wizz Air            |
| München - Franz Josef Strauß                                                   | 21                                    | Lufthansa           |  | München - Franz Josef Strauß                       | 14                                          | Lufthansa           |
| Paris - Aeroport Beauvais–Tillé                                                | 9                                     | Wizz Air            |  | Bergamo - Orio al Serio                            | 7                                           | Wizz Air            |
| Bergamo - Orio al Serio                                                        | 7                                     | Wizz Air            |  | Frankfurt am Main Airport                          | 7                                           | Lufthansa           |
| Bruxelles - Aeroport South Charleroi                                           | 7                                     | Wizz Air            |  | Istanbul                                           | 7                                           | Turkish Airlines    |
| Istanbul                                                                       | 7                                     | Turkish Airlines    |  | Paris - Aeroport Beauvais–Tillé                    | 7                                           | Wizz Air            |
| Roma - Aeroport Ciampino                                                       | 7                                     | Wizz Air            |  | Barcelona-El Prat                                  | 5                                           | Wizz Air            |
| Barcelona-El Prat                                                              | 6                                     | Wizz Air            |  | Bologna                                            | 5                                           | Wizz Air            |
| Frankfurt am Main                                                              | 6                                     | Lufthansa           |  | Dortmund                                           | 5                                           | Wizz Air            |
| Madrid                                                                         | 6                                     | Wizz Air            |  | Madrid                                             | 5                                           | Wizz Air            |
| Varșovia-Chopin                                                                | 6                                     | LOT Polish Airlines |  | Varșovia-Chopin                                    | 5                                           | LOT Polish Airlines |
| Bologna                                                                        | 5                                     | Wizz Air            |  | Bruxelles - Aeroport South Charleroi               | 4                                           | Wizz Air            |
| Dortmund                                                                       | 5                                     | Wizz Air            |  | Roma - Aeroport Ciampino                           | 4                                           | Wizz Air            |
| Tel Aviv - Aeroport Ben Gurion                                                 | 5                                     | Blue Air, Wizz Air  |  | Eindhoven                                          | 3                                           | Wizz Air            |
| Dublin                                                                         | 4                                     | Blue Air            |  | Iași                                               | 3                                           | Tarom               |
| Basel                                                                          | 3                                     | Wizz Air            |  |                                                    |                                             |                     |
| Eindhoven                                                                      | 3                                     | Wizz Air            |  |                                                    |                                             |                     |
| Iași                                                                           | 3                                     | TAROM               |  |                                                    |                                             |                     |
| Malmö                                                                          | 3                                     | Wizz Air            |  |                                                    |                                             |                     |
| Valencia                                                                       | 3                                     | Wizz Air            |  |                                                    |                                             |                     |
| Zaragoza                                                                       | 3                                     | Wizz Air            |  |                                                    |                                             |                     |

| Loc             | Aeroport                             | Pasageri 2016 | Companie aeriană          | Aeroport                             | Pasageri 2017 | Companie aeriană          | Aeroport                               | Pasageri 2018 | Companie aeriană          |
| --------------- | ------------------------------------ | ------------- | ------------------------- | ------------------------------------ | ------------- | ------------------------- | -------------------------------------- | ------------- | ------------------------- |
| 1               | București                            | 289.665       | Blue Air, TAROM, Wizz Air | București                            | 493.956       | Blue Air, TAROM, Wizz Air | București                              | 490.428       | Blue Air, TAROM, Wizz Air |
| 2               | Londra - Aeroport Luton              | 238.459       | Wizz Air                  | Londra - Aeroport Luton              | 327.118       | Blue Air, Wizz Air        | Londra - Aeroport Luton                | 315.630       | Blue Air, Wizz Air        |
| 3               | München                              | 146.848       | Lufthansa                 | München                              | 160.882       | Lufthansa                 | München                                | 163.917       | Lufthansa                 |
| 4               | Bergamo                              | 93.601        | Wizz Air                  | Bergamo                              | 104.259       | Wizz Air                  | Bergamo                                | 110.588       | Wizz Air                  |
| 5               | Paris - Aeroport Beauvais-Tillé      | 90.813        | Wizz Air                  | Paris - Aeroport Beauvais-Tillé      | 96.848        | Wizz Air                  | Paris - Aeroport Beauvais-Tillé        | 101.013       | Wizz Air                  |
| 6               | Barcelona                            | 79.829        | Vueling, Wizz Air         | Barcelona                            | 92.851        | Vueling, Wizz Air         | Barcelona                              | 93.467        | Wizz Air                  |
| 7               | Bologna                              | 70.532        | Wizz Air                  | Bologna                              | 72.725        | Wizz Air                  | Bologna                                | 77.194        | Wizz Air                  |
| 8               | Roma - Aeroport Ciampino             | 58.856        | Wizz Air                  | Roma - Aeroport Ciampino             | 68.335        | Wizz Air                  | Roma - Aeroport Ciampino               | 69.914        | Wizz Air                  |
| 9               | Madrid                               | 54.443        | Wizz Air                  | Dortmund                             | 66.734        | Wizz Air                  | Bruxelles - Aeroport South Charleroi   | 69.507        | Wizz Air                  |
| 10              | Dortmund                             | 51.467        | Wizz Air                  | Madrid                               | 62.562        | Wizz Air                  | Madrid                                 | 66.463        | Wizz Air                  |
| 11              | Bruxelles - Aeroport South Charleroi | 46.823        | Wizz Air                  | Bruxelles - Aeroport South Charleroi | 54.633        | Wizz Air                  | Dortmund                               | 66.453        | Wizz Air                  |
| 12              | Valencia                             | 43.937        | Wizz Air                  | Larnaca                              | 50.513        | Blue Air, Wizz Air        | Tel Aviv - Aeroport Ben Gurion         | 65.944        | Blue Air, Wizz Air        |
| 13              | Zaragoza                             | 41.338        | Wizz Air                  | Tel Aviv - Aeroport Ben Gurion       | 46.554        | Blue Air, Wizz Air        | Eindhoven                              | 50.554        | Wizz Air                  |
| 14              | Eindhoven                            | 39.800        | Wizz Air                  | Eindhoven                            | 46.145        | Wizz Air                  | Dublin                                 | 48.930        | Blue Air                  |
| 15              | Nürnberg                             | 39.599        | Wizz Air                  | Dublin                               | 45.439        | Blue Air                  | Frankfurt - Aeroport Frankfurt am Main | 48.732        | Lufthansa                 |
| Source:Eurostat |                                      |               |                           |                                      |               |                           |                                        |               |                           |

| Loc          | Aeroport  | Pasageri 2016 | Companie aeriană          | Aeroport  | Pasageri 2017 | Companie aeriană          | Aeroport  | Pasageri 2018 | Companie aeriană          |
| ------------ | --------- | ------------- | ------------------------- | --------- | ------------- | ------------------------- | --------- | ------------- | ------------------------- |
| 1            | București | 289.665       | Blue Air, TAROM, Wizz Air | București | 493.956       | Blue Air, TAROM, Wizz Air | București | 490.428       | Blue Air, TAROM, Wizz Air |
| 2            | Iași      | 6.891         | Blue Air                  | Iași      | 24.199        | Blue Air                  | Constanța | 9.334         | Blue Air                  |
| 3            | Timișoara | 5.758         | Blue Air                  | Timișoara | 17.101        | Blue Air                  | Iași      | 7.394         | Blue Air, TAROM           |
| 4            |           |               |                           | Constanța | 5.631         | Blue Air                  |           |               |                           |
| Source:Insse |           |               |                           |           |               |                           |           |               |                           |

| Loc             | Țara           | Pasageri 2016 | Companie aeriană          | Țara           | Pasageri 2017 | Companie aeriană          | Țara           | Pasageri 2018 | Companie aeriană          |
| --------------- | -------------- | ------------- | ------------------------- | -------------- | ------------- | ------------------------- | -------------- | ------------- | ------------------------- |
| 1               | Germania       | 332.761       | Lufthansa, Wizz Air       | România        | 541.099       | Blue Air, TAROM, Wizz Air | România        | 506.783       | Blue Air, TAROM, Wizz Air |
| 2               | România        | 299.831       | Blue Air, TAROM, Wizz Air |                |               |                           | Germania       | 443.020       | Lufthansa, Wizz Air       |
| 3               | Marea Britanie | 268.834       | Blue Air, Wizz Air        | Marea Britanie | 389.164       | Blue Air, Wizz Air        | Marea Britanie | 392.728       | Blue Air, Wizz Air        |
| 4               | Spania         | 250.411       | Vueling, Wizz Air         | Spania         | 292.176       | Vueling, Wizz Air         | Italia         | 314.457       | Wizz Air                  |
| Source:Eurostat |                |               |                           |                |               |                           |                |               |                           |

## Galerie de imagini

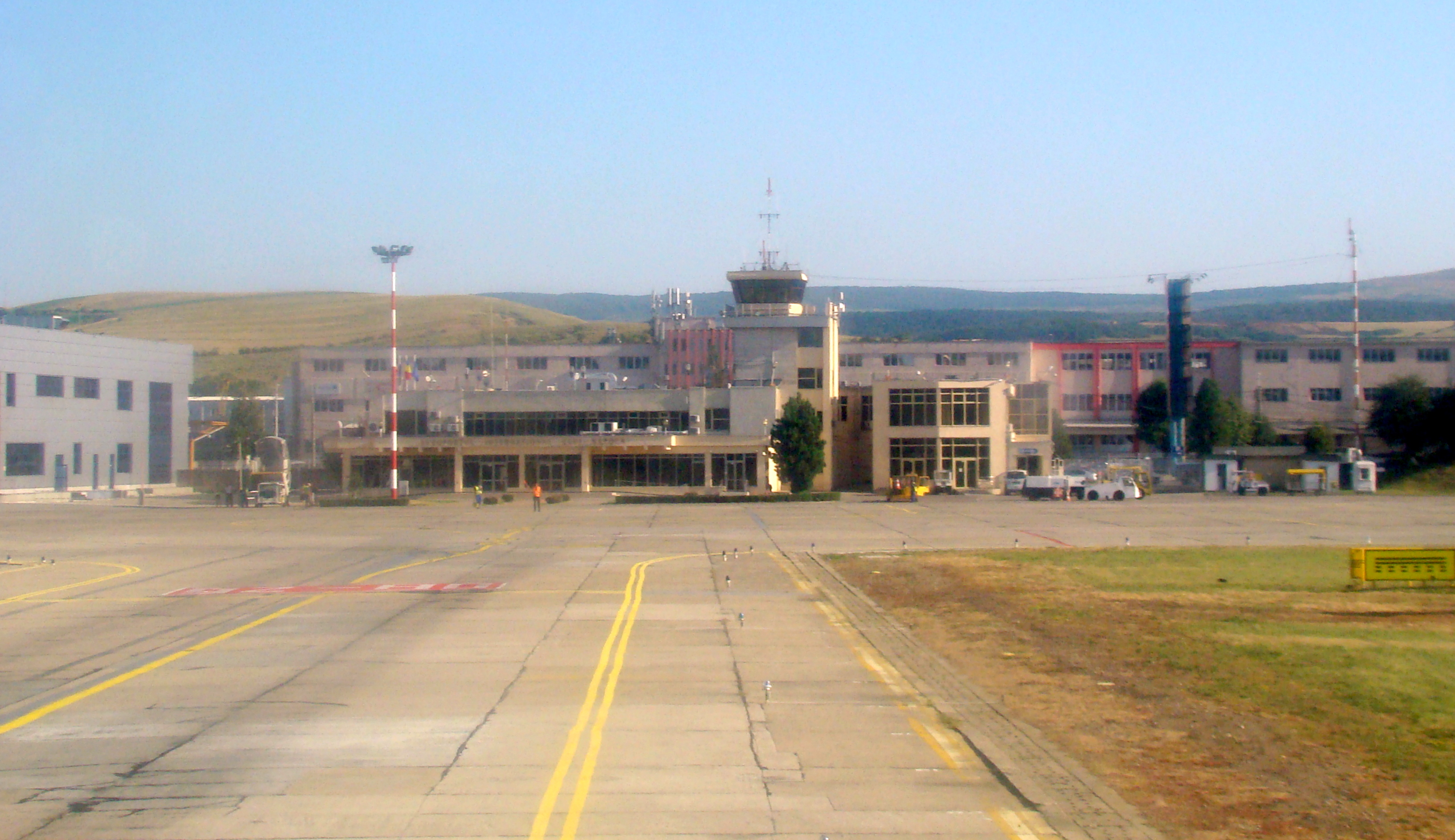
Aeroportul Internațional Cluj
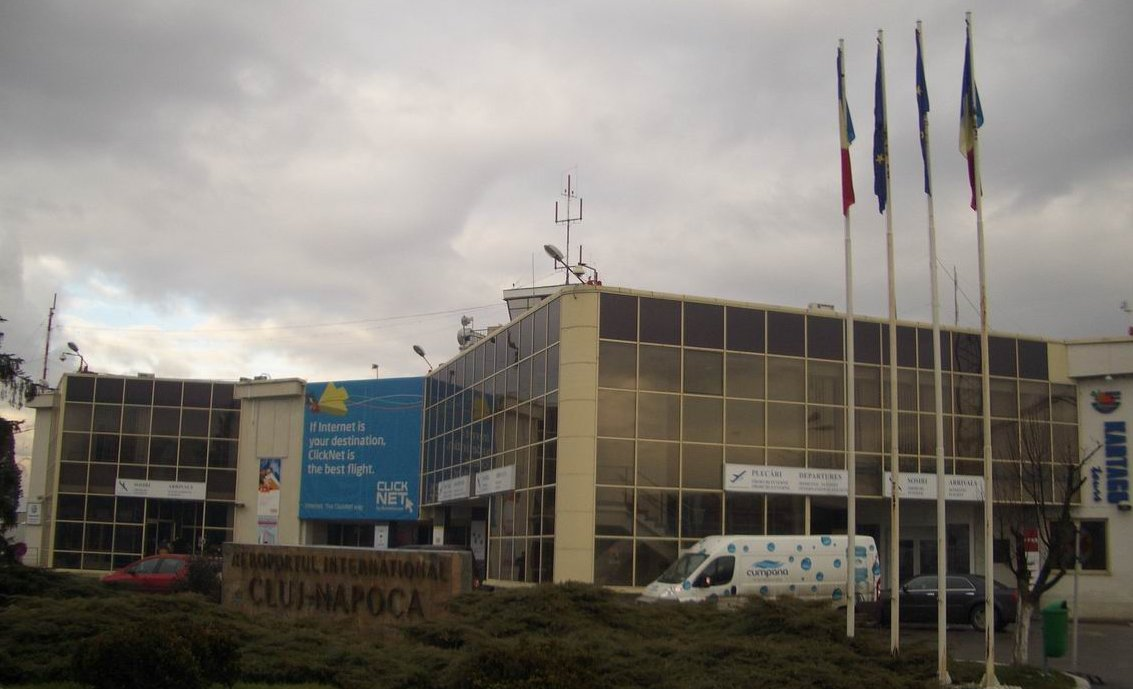
Clădirea vechiului terminal al aeroportului
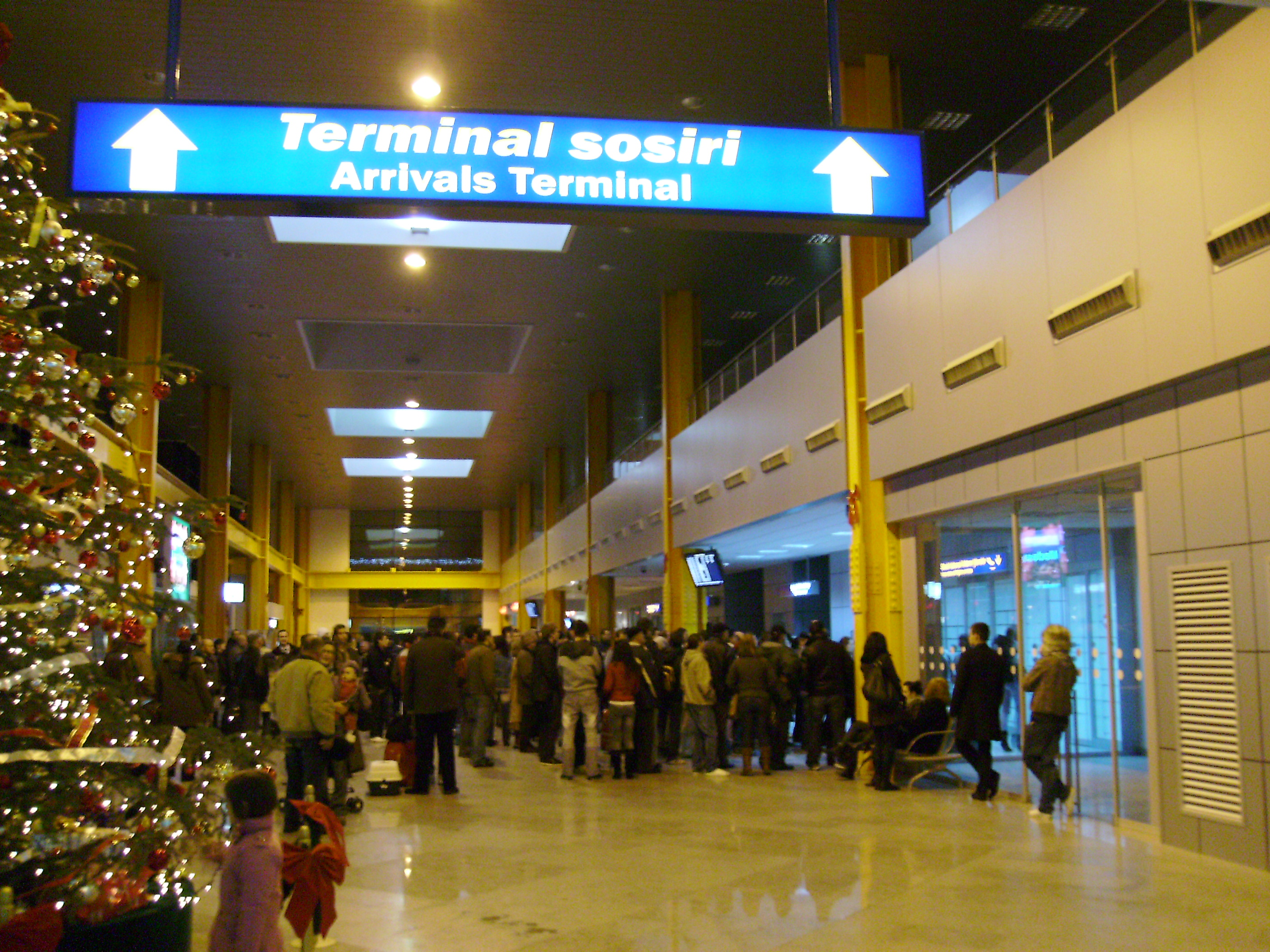
Noul terminal de sosiri - interior
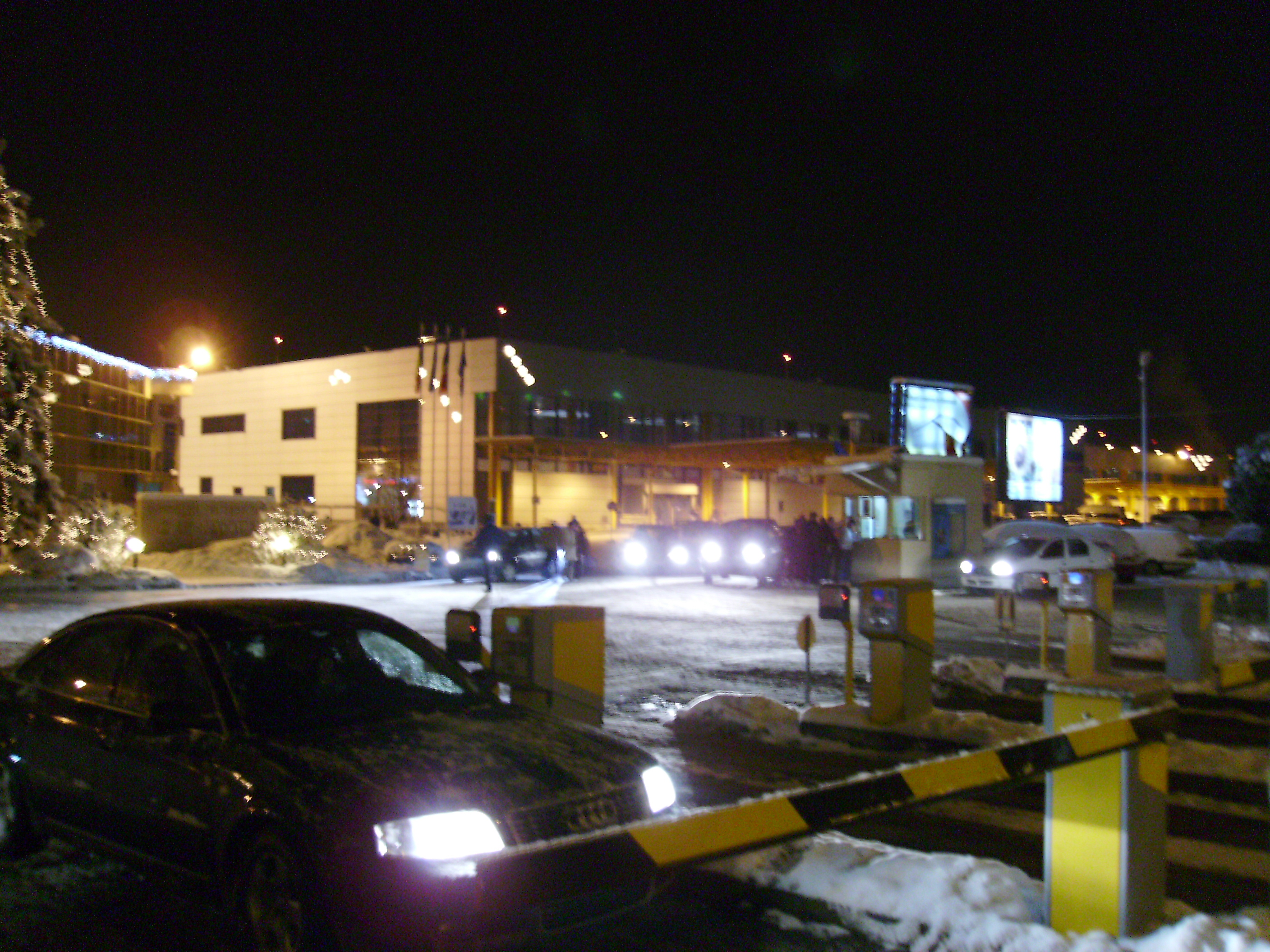
Corpurile noi de clădiri - terminalul de sosiri, respectiv plecări
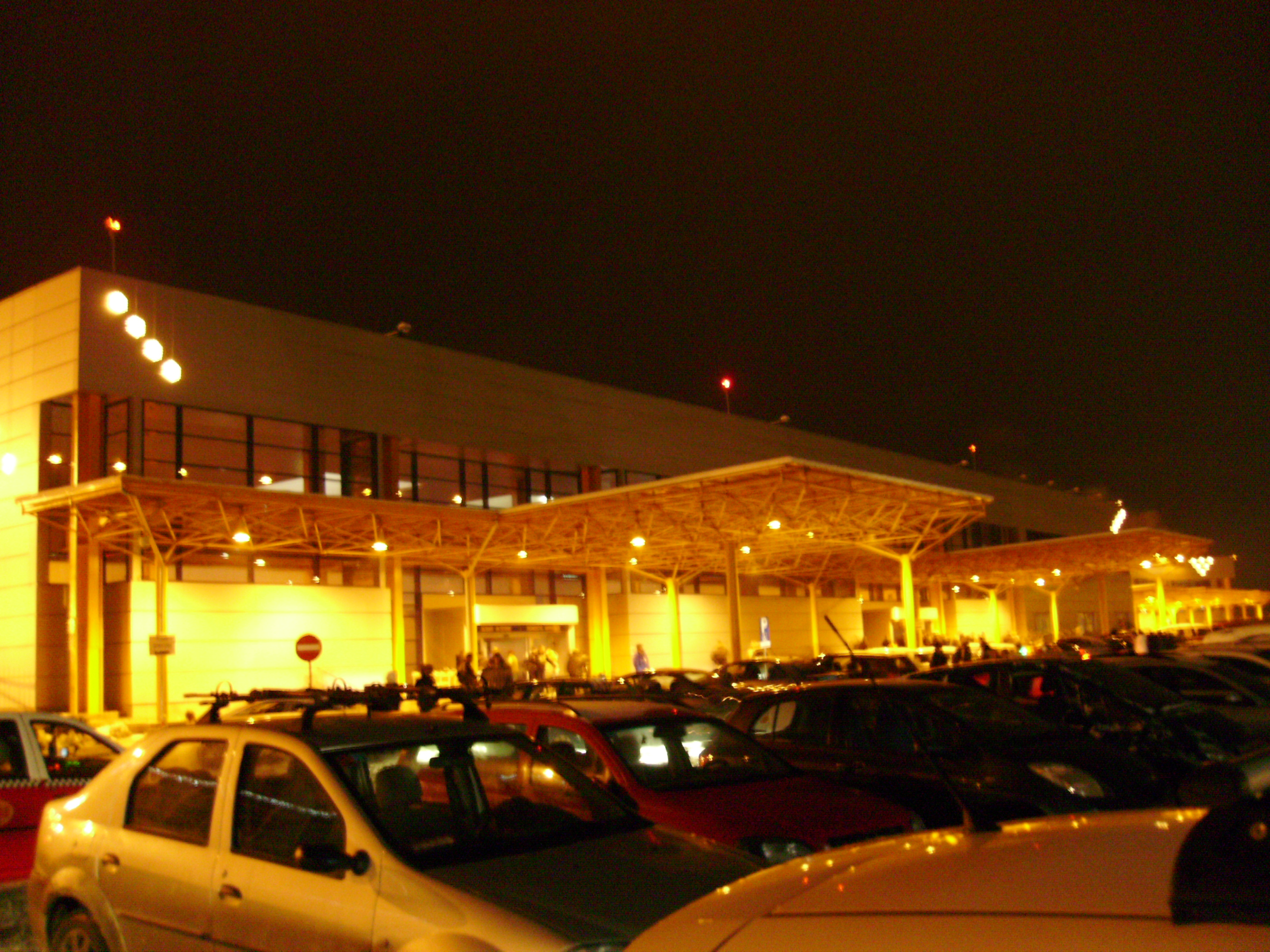
Corpurile noi - terminalul de sosiri, respectiv plecări
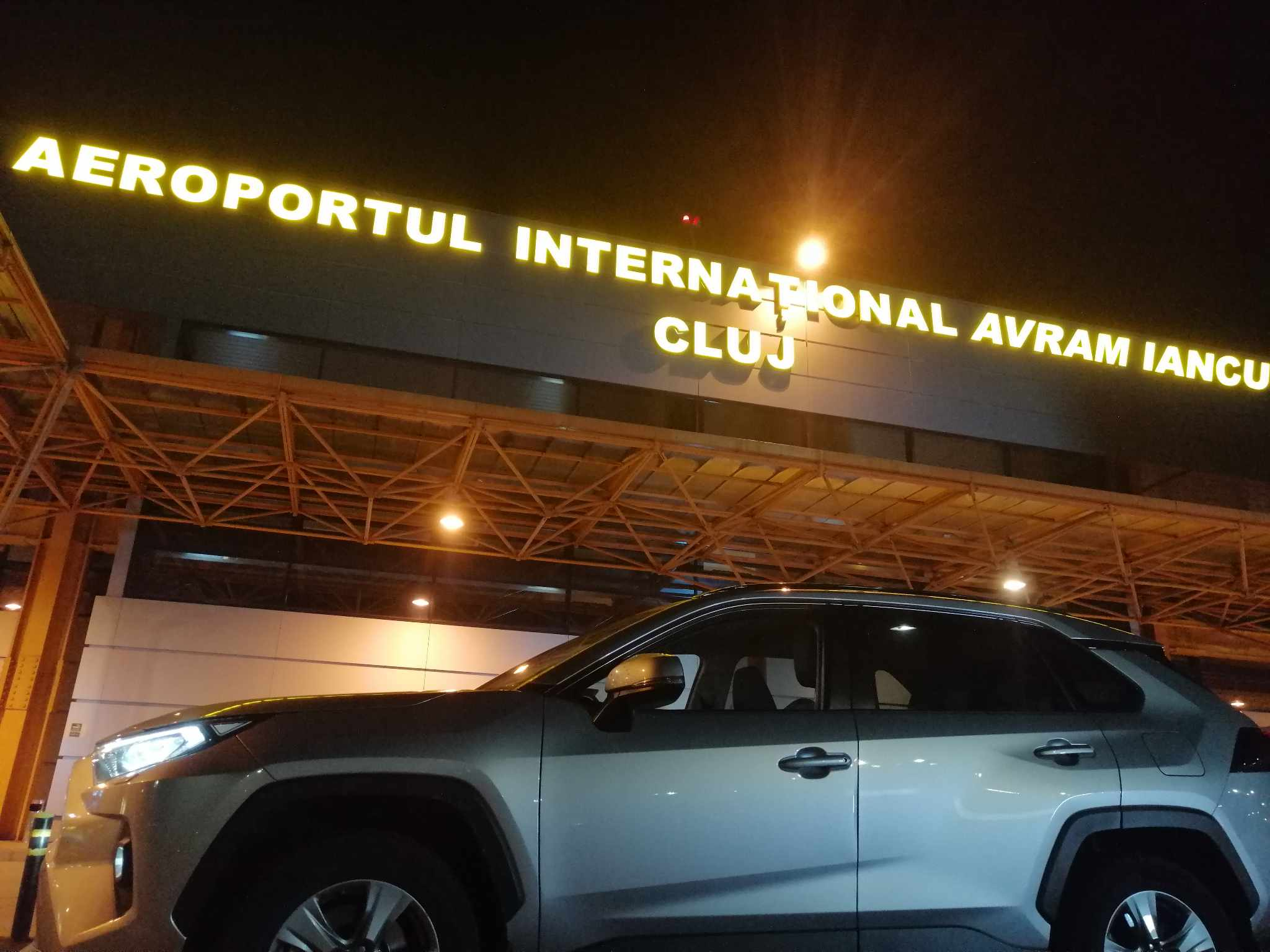
Aeroportul din Cluj 2023